# 嘉慶兵部大印丟失案
嘉慶兵部大印丟失案發生於中國清朝嘉庆二十五年（1820年）三月的一起政府印鑑丟失案。兵部行印(全稱：行在兵部之印)丟失，朝野震動，上至兵部尚書、下至小兵，多人被罷官或流放。極大力度勘查後，仍未能釐清兵部大印去向，但揭發了朝廷大官與基層書吏公務員的懶散、貪汙諸多現象。此案發生數月後，嘉慶帝便駕崩。 

## 丟失過程
丟失物為純銀製兵部行印，此印只生效於皇帝出行離宮期間的命令文書，雖未有全年、全時段調動兵馬的權力，仍是機敏的重器。
兵部大印在嘉慶二十四年秋天嘉慶帝例行圍打獵時丟失，當時清政府官場風氣散漫鬆懈，此印於只隨意交由一低階書吏、承差他爾圖背負看管。八月二十八日深夜，他爾圖想出去玩耍，拜託另一書吏俞輝庭照看大印，俞輝庭於帳中將印包掛於支柱上，不覺沉沉睡去，醒來時，印包不翼而飛。焦急萬分時，忽然想起來還有一備用的印匣。於是多次秤重估算發現1500文錢放在備用印匣里重量最像，於是鎖鑰如初，等他爾圖回來後交付歸還以瞞天過海。
俞輝庭心中終究坎坷不安，決定拉更多人入夥。他先找上了老書吏鮑干，此人在兵部衙門中有重要影響力，因為此時官場上基本官員怠惰所有業務也生疏，上層少有過問，官職又常有調動，所以主官上任一處後多依賴部門中老人執政業務，漸漸一些官低但老經驗的書吏群體成了官場實質掌權者。鮑干深知負責收印的官員懶惰，加上自己從旁巧妙言語一下，可達到根本不開查驗便入庫，而秋圍結束後行印就沒有用處了，起碼半年不會再打開。於是收受50兩銀子賄款加入包庇。最後果然回宮後入庫成功，但隔年春天打獵遲早要再次啟用，於是數月後兩人潛入庫房夥同衛兵管幗林製造了被盜失竊的假象現場。
然而，行印實際上究竟何人所偷流落何方、偷去動機為何成為千古謎案。

## 案發
嘉慶二十五年春天的三月八日，皇帝預計去東陵祭祖來回約一個多月，內閣籌備行動開始前往各部領取行印，筆帖式到兵部領印時發現印箱中的所有印匣都在，唯獨行印印匣不見，全部門發動翻找，不久後庫丁康泳寧在一房間角落的舊案堆上發現空的印匣，確認大印已經丟失。嘉慶隔日行在已經出發，到路途上突然接到奏報此事勃然大怒，下令徹查的同時公布第一波懲處名單。
- 分管督導兵部的內閣大學士明亮，念其85高齡且只是掛名，撤職降五級
- 兵部尚書戴聯奎，摘去頂戴降級調離
- 左侍郎常福，摘去頂戴降級調離
- 右侍郎常英，摘去頂戴降級調離
- 右侍郎曹師曾，摘去頂戴降級調離
- 兵部尚書松筠，警告留職查看

## 調查
嘉慶皇帝組織莊襄親王綿課、吏部尚書英和、內閣大學士曹振鏞等人，率全部刑部堂官組成大型專案組調查。第一波調查對象是歸還印鑑時查看的主事何炳彜、筆帖式慶祿，但兩人堅稱前一年還印時自己親自開箱驗看無誤。於是，辦案方向此時就被大幅誤導，認為是入庫後有人潛入庫房盜竊，所有庫方和衙門大小兵役和官員數十人都被拷問。老書吏鮑干由於是行政事務帶頭者，又是諸多事務經手人也是被查問對象之中，但他堅稱一切嚴格依照程序，沒有疏漏。之後嫌疑人鎖定至找到空盒的庫丁康泳寧，其被大刑伺候，但依然未有下文，但其供出有一何氏父子可能想陷害他。

### 方向錯誤但查出朝政敗壞
何氏父子是衙門間跑腿送物的雜工，數年前曾爭奪庫丁之缺失敗，對康泳寧懷恨，何氏父子隨即也被押來拷問，但問到最後只得一些家常瑣事、小民恩怨，與大案無關。之後有人舉發常送公文出入庫房的差役任安太，說他和民婦孫氏有姦情且出手闊綽，兩人拷問後只發現有姦情其餘情報皆無，且莊襄親王察言觀色判斷這兩人見識知識極少，思想低下，不像是大膽策畫盜印變賣者。鮑干此時再度誤導方向供出兵部前任書辦周恩綬，說其多次拜託加蓋大印偽造一份公文，替一個官員改小年齡，但其未同意，之後今年二月份另一書辦許堯奎設局詐賭鮑干讓其輸掉50兩銀鉅款後，以折抵一半為條件再次拜託周恩綬之事，但鮑干依然未同意。
得此線索後相關一干人又被拘捕大問，發現這其實是一起案中案，江西綠營軍官郭定元年齡偏大怕錯失升遷，委託當地書吏沈文元修改檔案年齡，但公文到兩江總督衙門時被識破，衙門官員預計查看兵部原檔，屆時沈文元自己都會案發被捕，所以尋人脈找到周恩綬再找現職的鮑干想用印假造一份原檔抽換，但此案需要的是堂印並非行印，所以最後判斷與大案無關。此時查案一月嘉慶已經回宮，發現無進展大怒下令親王綿課等三人和刑部官員罰俸半年繼續嚴查，甚至下令親王必須每天至刑部過問案件，所有動作於是加快並加大規模，兵部周圍連民房都被翻個底朝天，稍有關聯者全部審問，結果大案線索依然無獲，反倒查出許多光怪陸離的現象。
- 朝廷各級衙門聚賭現象嚴重，尤其兵部官署下班後成為賭博場。
- 兵部小衙役黃勇興居然前年結婚時為了闊氣，在兵部庫房院子圍牆上打門洞讓花轎隊伍穿越官署而過。
- 官員掌管的各種印信和鑰匙，現狀幾乎都被交由書吏隨意掌控。
- 許多官署基本沒有辦公費用，許多費用要官員自籌，衙門中飯菜寒酸房屋破舊，孳生貪汙動機。

第二份報告上奏後嘉慶震怒，言腐爛至極已歷朝聞所未聞，公布第二波懲罰名單：
- 所有行為犯法相關公務人員革職查辦。
- 印信鑰匙交託他人保管之官員永遠停升。
- 兵部尚書松筠降級山海關副督統，貶出京城。
- 兵部尚書和世泰（皇后親弟，就任僅半年）革職，削去正藍旗滿州都統御前侍衛銜，改任內務府大臣虛職。
- 兵部尚書普恭（就任僅五天），降三級留用。
- 兵部尚書戴聯奎，追加革職
- 左侍郎常福，追加革職
- 右侍郎常英，追加革職
- 右侍郎曹師曾，追加革職

### 最終招供
由於專案組被認為無能，莊襄親王綿課、吏部尚書英和、內閣大學士曹振鏞三人拔去花翎，但保留頂戴繼續查案，曹振鏞加罰降為二品。之後重新梳理案情和兵部中的人際關係，認為鮑干在間接關聯上和審查期間態度上都有問題，對他加強審問終於開始突破其前言不對後語之處，發現前一年入庫時景象大有問題，重新找來主事何炳彜、筆帖式慶祿大審，終於逼使他們承認當時入庫時沒有察看之前所言是說謊，造假掩蓋段的案情真相大白 。嘉庆帝谕旨最後懲處名單：
- 兵部尚書松筠再革去山海關副督統，降為六品驍騎校
- 兵部書吏鮑干，革職，流放黑龍江給兵丁為奴，外帶枷號兩個月
- 兵部書吏俞輝庭，革職，流放伊犁給兵丁為奴，外帶枷號一個月
- 兵部主事何炳彜，革職，流放邊疆
- 兵部筆帖式慶祿，革職，流放邊疆外帶枷號一個月
- 兵部侍郎裕恩，分管行在時的紮營地事務，革職
- 兵部捷報處郎中五福喜，革職
- 兵部筆帖式中敏，革職
- 兵部郎中恆泰，交部議處

### 嘉庆帝谕内阁、兵部遗失行印一案（摘要）
谕内阁、兵部遗失行印一案。自三月初八日、派绵课等会同刑部堂官审讯。迄今一月有余。并未讯有端倪。即周恩绶私换劄付一节。据称系盗用空白。亦与行印无涉。
谕内阁、本年三月初七日。兵部查知行印被窃。初八日在汤山具奏。实属奇事。乃绵课等因循怠玩。疲惰性成。迟至数日。始将兵部吏役等传齐到案。此数日内该部司员。以及吏役人等。业经串就供词。众口如一。而承审之堂司各官。又不及时认真推鞫。即如鲍干、于初七日请行印时乍知失印。并无张慌情状。转以车驾司行印搪抵。并将同进库之任安太、指为纪三。此等情节。于到案时即应究出。乃延宕月余。始行讯有此供。岂非故纵致令苟延乎。况既得此供。仍不加紧严讯。藉词展缓。绵课等于派审此案。因循疲玩。推委迁延。冀图另派他人。脱然事外。此等伎俩。岂能逃朕洞鉴乎。
谕内阁、兵部遗失行印一案。绵课等查讯月余总称行印确于上年九月初三日验明贮库。其遗失系在入库以后。因而忽指为偷窃舞敝。忽指为藏匿陷害。疑窦百端供词日变愈远愈幻。舍正文而旁求实可谓多才多艺矣。迄未究出实情。经朕严令绵课等及派审司员、分别降革顶带饬令昼夜推鞫。始据讯明行印确于上年八月二十八日在巴克什营地方遗失。看印之捷报处书吏。于失印后用备匣加封顶充。并贿嘱兵部堂书鲍干、含混接收。当月之司官并未开匣验视。入库后、鲍干复装点在库被窃情形以图抵卸。众供吻合。历历如绘。现据绵课等呈递各供。此案兵部当月司员何炳彝庆禄二人。于行印交到时。并未开看。乃初次到案。即合词坚执开匣点验。并捏称庆禄以手弹印。铮铮有声何炳彝戏言并非石头何须弹试。以实其辞且庆禄于讯供时。复称如果收时。匣中无印愿以头颅作抵。抗言申辩。在伊二人祇图规避未经点验处分。造作谎言。以致承审之王大臣等、俱信以为实。专在入库以后追寻被窃情由。而于收印以前形迹。转以为无须再问是此案拖延日久。全为伊二人所误。其情甚为可恶。此案书吏俞辉庭、因在帐房睡熟。以致行印被窃。若彼时即行禀报。其罪本不甚重。乃辄以备匣加封抵充复贿嘱堂书鲍干朦混接收。实属狡诈。鲍干受贿扶同隐饰。又装点在库被窃情形。诡谲多端。尤为可恶。

### 重鑄印信結案
但印章究竟去向和盜竊真相未明，隨後下旨直隸省總督和提督大力於社會和江湖上搜查，從銀樓到酒館到當初秋季出巡沿途的所有城鎮，派出的密探不計其數。軍隊指揮系統內設立懸賞線索，同時加緊詳查有沒有加蓋失印的公文書出現，嚴防此案是造反黨羽的計畫，然而一無所獲。
最終，嘉慶皇帝放棄尋印，命令禮部重鑄大印且印文有所差異，防範前印重出，並律定更加嚴格的各種朝廷法規，從此鑰匙與印章等都必須官員親自保管，出巡時由主官親自看管在自己帳篷內，返京歸還時必須驗收親自在現場親眼看見入庫為準。
而莊襄親王等三人查出了案件一半以上的真相，被認定已盡全力、功過相抵而得以撤銷之前的懲罰。後道光皇帝上任年間，松筠又獲重用並立功得以再起，最終又升至兵部尚書甚至高升至軍機大臣。